# 克拉姆靈頓
克拉姆靈頓（Cramlington）是東北英格蘭諾森伯蘭郡的一個城鎮，位於泰恩河畔新堡以北9英里（14）。據2011年英國人口普查，克拉姆靈頓有人口29,413人。